# Hipp (barnmat)
HiPP är ett varumärke för barnmat, som tillverkas av den tyska barnmatstillverkaren HiPP GmbH & Co. Vertrieb KG.

## Historia
Företaget kom till på initiativ av Josef Hipp (1867-1926) som levde i Günzburg an der Donau i Tyskland. Hans fru Maria hade 1899 fött tvillingar, men bröstmjölken räckte inte till så Josef och Maria fick själva ordna med mat åt de nyfödda. Ryktet om deras barnmat spred sig, och de började sälja maten till vänner och grannar. 
Sonen Georg Hipp (1905-1967) startade företaget 1932 och fortsatte med den framgångsrika maten. 1956 började Georg även att ta kontakt med bönder som kunde odla grönsaker biodynamiskt. Han reste mellan gårdarna och hade snart ett nätverk av bönder som kunde leverera grönsaker och kött till företaget. Idag har företaget över 1000 bönder i olika länder som odlar grönsaker och föder upp djur på ett biodynamiskt sätt.
Företagets huvudkontor ligger i Pfaffenhofen an der Ilm, i den tyska delstaten Bayern.
Trots den ryska invasionen av Ukraina 2022 har HiPP pausat framtida investeringar i Ryssland men fortsätter sin befintliga verksamhet där. Även om verksamheten inte stoppas helt avstår företaget från ytterligare utvecklings- eller marknadsföringsinitiativ i regionen.